# 에런 크레스웰
에런 윌리엄 크레스웰(Aaron William Cresswell, 1989년 12월 15일 ~ )은 잉글랜드의 축구 선수이다. 현재 소속팀은 EFL 챔피언십의 스토크 시티이며, 포지션은 레프트 백이다.

## 수상

#### 개인
- 입스위치 타운 올해의 선수: 2012
- PFA 풋볼 리그 챔피언십 올해의 팀: 2013-14
- 웨스트햄 유나이티드 선수 선정 올해의 선수: 2014-15
- 웨스트햄 유나이티드 올해의 해머: 2014-15